# Fluorohydrure d'argon
Le fluorohydrure d'argon, également appelé hydrofluorure d'argon, est une molécule exotique de formule chimique HArF qui n'a jamais été isolée, mais seulement identifiée par spectroscopie infrarouge. Cette molécule a été obtenue par photolyse ultraviolette du fluorure d'hydrogène dans une matrice cryogénique d'iodure de césium et d'argon : il semble que son instabilité soit telle qu'elle se dissocie en argon Ar et fluorure d'hydrogène HF dès que la température dépasse 27 K (−246,15 °C) ou que deux molécules HArF se rencontrent.